# بيتر نايس (لاعب كرة قدم)
بيتر نايس هو لاعب كرة قدم بلجيكي في مركز الدفاع، ولد في 13 يوليو 1989 في هاسلت في بلجيكا. لعب مع آود هيفرلي لوفين وسبارتا روتردام وفورتونا سيتارد ونادي جينك.

## وصلات خارجية
- بيتر نايس (لاعب كرة قدم) على موقع قاعدة بيانات كرة القدم.إي يو (الإنجليزية)
- بيتر نايس (لاعب كرة قدم) على موقع Soccerway.com (الإنجليزية)
- بيتر نايس (لاعب كرة قدم) على موقع عالم كرة القدم.نت (الإنجليزية)